# Gustave Ador

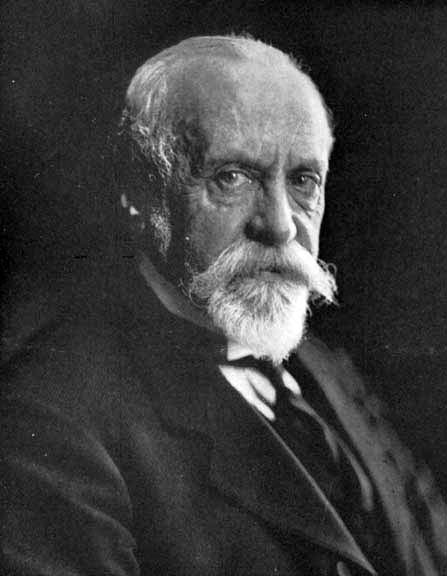
Ador,

Gustave Ador (Cologny, 23 de diciembre de 1845-Ginebra, 31 de marzo de 1928) fue un político suizo.

## Vida Familiar
Gustave Barthélemy Ador, hijo de Luis Auguste Ador y de Palmyre Constance Francoise Paccard. El 14 de mayo de 1872 se casa con Alice Perdonnet y forman un hogar de seis hijos: Geneviéve Ador, Renée Ador, Yvonne Héléne Ador, Germanine Ador, Irene Ador y Louis Gustave Ador. Como buen hombre de familia cría a sus seis hijos y veintitrés nietos.   

## Religión
Una persona creyente y apegada a la Iglesia protestante de Ginebra, militó siempre por la separación de la Iglesia y el Estado. 

## Carrera
Estudió filología, jurisprudencia y derecho en la Universidad de Ginebra. En 1870, es elegido para participar como parte del Consejo Municipal de la ciudad de Cologny. 
Participó en la vida política de 1871 a 1924 como miembro del  Partido Liberal Suizo, fue presidente de la Junta de Estado en 1890, 1892 y 1896, de la Junta nacional en 1902, miembro y presidente de la Junta Federal respectivamente en 1917 y el 1918. 
El 13 de diciembre de 1870, fue nombrado miembro del Comité de Socorro a los Soldados Heridos, junto a los ya miembros Gustave Moynier, el general Guillaume-Henri Dufour, Louis Appia y el Col. Edmond Favre. Este Comité en 1876 pasó a convertirse en el Comité Internacional de la Cruz Roja CICR.
En 1884, es nombrado Secretario General de la tercera Conferencia Internacional de la Cruz Roja.
Desde 1904, asiste a Gustave Moynier, nombrado Presidente Honorario, debido a su avanzada edad, como presidente del CICR.
Desde 1910 y hasta el 29 de marzo de 1928 presidió el Comité Internacional de la Cruz Roja convirtiéndose en el tercer presidente de esa organización, después de quien la presidiera por primera vez en 1863, el General Guillaume Henri Dufour y después de su tío político Gustave Moynier, tanto que a su vez, también desde 1921 a 1924, dirige ad honorem la Sociedad de Naciones. En diciembre de 1917, le toca recibir el Premio Nobel de la Paz que fue otorgado al CICR, por su labor humanitaria en la Primera Guerra Mundial.